# Federazione Italiana Golf Disabili
La Federazione Italiana Golf Disabili (FIGD) è un'associazione sportiva dilettantistica senza scopo di lucro; è affiliata alla Federazione Italiana Golf , al Comitato Italiano Paralimpico  e all'Edga, l'European Disabled Golf Association, con la quale collabora dal punto di vista medico e sportivo.
È nata nel febbraio del 1998 come Associazione Golfisti Italiani Disabili (AGID), ed è diventata Federazione nel 2004. La sua sede è a Milano, ma ci sono undici delegazioni regionali in Piemonte, Lombardia, Liguria, Veneto, Trentino-Alto Adige, Friuli-Venezia Giulia, Emilia-Romagna, Toscana, Marche e Abruzzo, Lazio.
Il suo scopo è promuovere in Italia il golf, ora anche sport olimpico, quale unica disciplina che permette ad atleti disabili e atleti normodotati di gareggiare nello stesso team, sugli stessi campi, con il medesimo regolamento, quello riconosciuto dall'organismo internazionale R&A.